# 11656 Lipno
11656 Lipno è un asteroide della fascia principale. Scoperto nel 1997, presenta un'orbita caratterizzata da un semiasse maggiore pari a 3,2190062 UA e da un'eccentricità di 0,0703355, inclinata di 3,99039° rispetto all'eclittica.
L'asteroide è dedicato all'omonima diga della Repubblica Ceca.